# 페이 (1987년)
페이 (본명: 왕페이페이, 중국어 간체자: 王霏霏, 병음: Wang Feifei, 1987년 4월 27일 ~ )는 중화인민공화국 출신의 가수와 배우로, 과거 걸 그룹 미쓰에이의 멤버이다. 2016년 7월 19일, 솔로로 데뷔하였다.

## 생애
- 중국 하이난성 하이커우 출생이며 중국 광둥성 광저우에서 잠시 유년기를 보냈다.

데뷔 전
- 중국 저장 TV 오디션 프로그램 '춤을 추면 예뻐진다(越跳越美丽)'에 출연하였다.[1]
- 중국에서 중국판 원더걸스인 '시스터즈(Sisters)'의 멤버로 활동하였다.[2]
- 2010년 삼성전자 중국지사 애니콜 광고 모델이 되기도 하였다.[3]

데뷔 후
- JYP 엔터테인먼트 사장 박진영에게 발탁되어 아이돌 그룹 Miss A 멤버가 되었다.
- 전 Miss A의 일원이며 2010년 7월 Miss A의 싱글 《Bad But Good》으로 한국 음악 시장에 데뷔.

## 학력
- 서울종합예술실용학교 졸업

## 음반 활동

### 디지털 싱글
| # | 앨범 정보                          | 트랙 리스트                                                |
| - | ---------------------------------- | ---------------------------------------------------------- |
| 1 | Fantasy - 발매일 : 2016년 7월 21일 | 1. Sexy Sexy Fei 2. 괜찮아 괜찮아 Fantasy 3. One More Kiss |

## 출연 작품

### 예능
- 2013년 MBC 《댄싱 위드 더 스타》 시즌3
- 2014년 ~ 2015년 SBS 《쿡킹 코리아》
- 2015년 4월 13일 KBS2 《위기탈출 넘버원》
- 2015년 SBS 《주먹쥐고 소림사》
- 2016년 MBC 《마이 리틀 텔레비전》
- 2019년 JTBC(방송)&JTBC2(자체제작) 《바람난 언니들》

### 드라마
- 2011년 KBS2 월화드라마 《드림하이》 - 16화 까메오 출연[4]
- 2014년 SBS 월화드라마 《유혹》 - 제니 역 (특별출연)
- 2018년 텐센트 웹드라마 《용감설출아애니》 - 양딩페이 역
- 2018년 텐센트 웹드라마 《소수차천》 - 금적 역
- 2022년 텐센트 웹드라마 《성하장명 : 제왕의 별》 - 전응 역
- 2023년 망고 TV 웹드라마 《하일기묘서》 - 왕푸타오 역

### 뮤직 비디오
- 허공, 후니훈 - 너만을 사랑해